# Sabatinca barbarica
Sabatinca barbarica là một loài bướm đêm thuộc họ Micropterigidae. Nó được Philpott miêu tả năm 1918. Nó được tìm thấy ở New Zealand.
Con trưởng thành được tìm thấy ở tầng cỏ thấp trong rừng vào tháng 12 và tháng 1.

## Phân loại
Loài này như được xem là đồng âm của Sabatinca caustica.